# دیرینگ (آلاسکا)
دیرینگ (به انگلیسی: Deering) شهری در بخش نورث‌وست آرکتیک، آلاسکا ایالت آلاسکا است که جمعیت آن در سرشماری سال ۲۰۰۰ میلادی ۱۳۶ نفر بوده‌است.